# Richard Herschell
Richard Farrer Herschell (22 mai 1878-14 octobre 1929), est un homme politique libéral britannique.

## Biographie
Il est le fils unique du lord chancelier, Farrer Herschell (1er baron Herschell), et de son épouse Agnes Adela Kindersley, et devient baron en 1899. 
Il est secrétaire particulier du Lord lieutenant d'Irlande le comte d'Aberdeen de 1905 à 1907 et sert dans les administrations libérales de Henry Campbell-Bannerman et plus tard Herbert Henry Asquith en tant que Lord-in-waiting (whip du gouvernement à la Chambre des lords) de 1907 à 1915. 
Au cours de la Première Guerre mondiale il sert dans la section de rupture de code de la Royal Navy " Room 40 " en tant que commandant RNVR. 
Lord Herschell épouse Annie Vera Violet, fille d'Arthur Thomas Bennett Nicolson, 10e baronnet, en 1919. Le mariage a lieu à la propriété Nicolson de Brough Lodge on Fetlar, Shetland. Il meurt en octobre 1929, à l'âge de 51 ans, et est remplacé dans la baronnie par son fils Rognvald. Lady Herschell est décédée en 1961. 
En 1907, il est nommé membre de l'Ordre royal de Victoria (MVO). En 1917, il est promu au sein du même Ordre Chevalier Commandant (KCVO). Lors des honneurs du Nouvel An de 1919, il est promu Chevalier Grand-Croix (GCVO). 